# Hieracium caesiogenum
Hieracium caesiogenum es una especie de planta con flor del género Hieracium, de la familia Asteraceae, orden Asterales.

## Distribución
Hieracium caesiogenum se distribuye por Rumania, Ucrania y Yugoslavia.

## Taxonomía
Fue descrita científicamente por Woloszczak & Zahn. Fue publicada en H.G.L.Reichenbach, Icon. Fl. Germ. Helv. 19(2): 106 (1906).